# Oblast Haskovo
Oblast Haskovo (bugarski Област Хасково) nalazi se u južnoj Bugarskoj, na granici s Turskom i Grčkom. U oblasti živi 137.461 stanovnik, dok je prosječna gustoća naseljenosti 55 stan./km² Najveći grad i administrativno središte oblasti je grad Haskovo s 96.099 stanovnika.
Oblast Haskovo sastoji se od 11 općina:
| Općina          | Stan.   | Sjedište        | Stan.  |
| --------------- | ------- | --------------- | ------ |
| Dimitrovgrad    | 65,432  | Dimitrovgrad    | 49,855 |
| Harmanli        | 29,522  | Harmanli        | 22,420 |
| Haskovo         | 116,541 | Haskovo         | 96,099 |
| Ivajlovgrad     | 9,069   | Ivajlovgrad     | 4,426  |
| Ljubimec        | 10,788  | Ljubimec        | 8,354  |
| Madžarovo       | 3,347   | Madžarovo       | 693    |
| Mineralni Banji | 7,560   | Mineralni Banji | 1,274  |
| Simeonovgrad    | 9,942   | Simeonovgrad    | 7,884  |
| Stambolovo      | 14,000  | Stambolovo      | 823    |
| Svilengrad      | 24,849  | Svilengrad      | 19,744 |
| Topolovgrad     | 13,263  | Topolovgrad     | 6,574  |

## Vanjske poveznice
- Službena stranica oblasti